# Olga Drahonowska-Małkowska
 (juin 2025).
La mise en forme du texte ne suit pas les recommandations de Wikipédia : il faut le « wikifier ».
Les points d'amélioration suivants sont les cas les plus fréquents. Le détail des points à revoir est peut-être précisé sur la page de discussion.
- Les titres sont pré-formatés par le logiciel. Ils ne sont ni en capitales, ni en gras.
- Le texte ne doit pas être écrit en capitales (les noms de famille non plus), ni en gras, ni en italique, ni en « petit »…
- Le gras n'est utilisé que pour surligner le titre de l'article dans l'introduction, une seule fois.
- L'italique est rarement utilisé : mots en langue étrangère, titres d'œuvres, noms de bateaux, etc.
- Les citations ne sont pas en italique mais en corps de texte normal. Elles sont entourées par des guillemets français : « et ».
- Les listes à puces sont à éviter, des paragraphes rédigés étant largement préférés. Les tableaux sont à réserver à la présentation de données structurées (résultats, etc.).
- Les appels de note de bas de page (petits chiffres en exposant, introduits par l'outil «  Source ») sont à placer entre la fin de phrase et le point final[comme ça].
- Les liens internes (vers d'autres articles de Wikipédia) sont à choisir avec parcimonie. Créez des liens vers des articles approfondissant le sujet. Les termes génériques sans rapport avec le sujet sont à éviter, ainsi que les répétitions de liens vers un même terme.
- Les liens externes sont à placer uniquement dans une section « Liens externes », à la fin de l'article. Ces liens sont à choisir avec parcimonie suivant les règles définies. Si un lien sert de source à l'article, son insertion dans le texte est à faire par les notes de bas de page.
- La présentation des références doit suivre les conventions bibliographiques. Il est recommandé d'utiliser les modèles {{Ouvrage}}, {{Chapitre}}, {{Article}}, {{Lien web}} et/ou {{Bibliographie}}. Le mode d'édition visuel peut mettre en forme automatiquement les références.
- Insérer une infobox (cadre d'informations à droite) n'est pas obligatoire pour parachever la mise en page.

Pour une aide détaillée, merci de consulter Aide:Wikification.
Si vous pensez que ces points ont été résolus, vous pouvez retirer ce bandeau et améliorer la mise en forme d'un autre article.
Pour les articles homonymes, voir Małkowska.
Olga Drahonowska-Małkowska, pseudonyme "Gaździna" (née le 1er septembre 1888 à Krzeszowice et décédée le 15 janvier 1979 à Zakopane) est l'une des fondatrices du scoutisme polonais, cheffe scoute, co-auteure de l'hymne des scouts polonais et fondatrice d'écoles d'instructeurs.

## Biographie

### Jeunesse
Olga Drahonowska-Małkowska est née le 1er septembre 1888 à Krzeszowice, comme deuxième fille de Karol Drahonowski et Zofia Drahonowska. Son père, d'origine arménienne, était l'administrateur du domaine du comte A. Potocki en Petite Pologne ; la mère de Zofia venait d'une famille tchèque de la classe moyenne. Parmi leurs enfants seules Wilhelmina (aux yeux bleus et aux cheveux burns de sa mère) et Olga (avec le tempérament de son père, aux yeux et aux cheveux foncés dont les traits ressemblaient à ceux de son père ) ont survécu ; les autres sont morts de maladies pulmonaires. Malgré les racines tchèques de sa mère, Olga a mis l'accent sur ses origines polonaises dès son enfance.
Jusqu'à l'année scolaire 1911/1912, elle étudiait à École Nationale Industrielle de Lviv (salle publique de dessin, de peinture et de modélisation),. Elle a terminé son école et son collège à l'extérieur, en réussissant les examens à Cracovie, toujours avec des notes excellentes. Après avoir réussi son baccalauréat, elle a commencé les études au Conservatoire de musique de Lviv, où elle releva rapidement ses talents de poète et de sculpteur. Engagée comme professeure d’éducation physique au sein de l’organisation à « Sokół », elle développait ses passions sportives ( équitation, natation, patinage, ski, gymnastique ) et fut également active dans l'organisation nationale d'éducation Eleusis. C'est là qu'elle fut remarquée par Andrzej Małkowski qui la recruta dans le régiment indépendantiste « Zarzewie », où elle apprit rapidement les secrets du service militaire, obtenant le grade de lieutenant des équipes de fusiliers polonais.

### Scoutisme
Le 26 février 1911, lors d'une réunion des membres des plus grandes organisations de jeunesse à Lviv, on prit la décision de fonder le scoutisme sur les terres polonaises. Le soutien du directeur de « Sokół », le Dr. Kazimierz Wyrzykowski permit d'organiser la première formation de chefs scouts entre mars et mai 1911. Le 21 mai 1911, le commandement des scouts a été créé à Lviv. Un jour plus tard, Andrzej Małkowski émit un ordre établissant les premières troupes de scouts.
Olga Drahonowska menait (comme cheftaine) la première troupe de scoutes féminine de Lviv (III Troupe de Scoutes Féminine à Lviv nommée d'après Émilie Plater). Elle fut également la première commandante des éclaireuses au sein du Commandement Suprême des Scouts en Pologne (Naczelna Komenda Skautowa) en 1911-1912.
Lorsqu'en mars 1912, lors du 1er Congrès à Lviv, les scouts adoptèrent à l'unanimité le caractère d'une organisation de la tempérance, Olga Drahonowska a été nommée au conseil d'administration de la branche de Lviv d'Eleuteria-Wyzwolenia. Sa troupe des éclaireuses de Lviv portant le nom d'Émilie Plater obtint une salle commune dans les locaux de cette organisation regroupant tout le mouvement abstinent polonais dans la partition autrichienne. En septembre 1912, dans le numéro 23 du périodique « Skaut », fut publié le poème d'Ignacy Kozielewski « Wszystko co nasze Polsce oddamy » (« Nous donnerons tout à la Pologne »), adapté à la mélodie du chant révolutionnaire, complété par le refrain. Elle s'intitulait « Marche des Scouts » et devint plus tard l'hymne de l'Association Polonaise des Scouts et des Guides. L'adaptation et le complément de l'hymne furent réalisés par Olga Drahonowska, avec le consentement de l'auteur.
En juin 1913, elle quitte Lviv et se rend à Zakopane pour se faire soigner. Elle y va avec Andrzej Małkowski et le prêtre Kazimierz Lutosławski, qui célèbre leur mariage le 19 juin. Après s'être soignée d'une infiltration pulmonaire, Olga Małkowska fonda et dirigea un groupe de scouts féminins à Zakopane, et également un groupe d'hommes à partir d'août 1914, quand Małkowski partit lutter dans les Légions après le déclenchement de la Première Guerre mondiale. Après avoir enrôlé les facteurs et les montagnards dans l'armée autrichienne, elle organisa une poste de scout, une aide à la récolte pour les montagnardes, une crèche pour les enfants abandonnés et une garde d'ordre scoute en service de nuit. Parallèlement à la crèche, elle fonda « Herbaciarnia », un lieu où les éclaireuses servaient de la nourriture bon marché ou gratuite aux pauvres et prenaient soin des enfants du quartier dont les maisons n'étaient pas chauffées. Le dimanche, les éclaireuses organisaient des spectacles de théâtre de marionnettes, qui illustraient les histoires lues par Olga. Sous son commandement, les scouts créèrent des caches d'armes dans les montagnes : dans la vallée Kościeliska, l'alpage Pyszna, la vallée Roztoka, Murzasichle et dans les grottes de Nosal. En février 1915, après la tentation d'Andrzej Małkowski de proclamer la République de Podhale comme le début d'une Pologne indépendante, la police autrichienne découvrit ces entrepôts. Uniquement grâce à l'avertissement des montagnards, Olga et son mari réussirent à éviter l'arrestation.

### A l'étranger
En mars 1915, ils atteignirent la Suisse via Vienne, puis les États-Unis, où Stanisław Osada fit appel à Andrzej Małkowski pour créer localement le scoutisme polonais. C’est là que, le 30 octobre 1915, naquit le fils d’Olga et d’Andrzej, nommé Lutyk, avec qui Olga retourna en Europe un an plus tard.. En février 1917, lorsque les projets de création d’une Légion polonaise au Canada échouèrent, elle quitta la France pour s'installer en Suisse. Le bureau de poste de ce pays neutre refusa de livrer à Andrzej sa solde de l'armée canadienne. Pour subvenir à ses besoins et à ceux de son enfant, Olga dut donc effectuer un travail physique pénible dans une ferme horticole à Chexbres, qu'elle considérait comme une nouvelle épreuve scoute. À partir de la fin de 1917, elle enseigna la musique à l'École nouvelle à Lausanne et à partir de 1918 à l'école polonaise de Londres, qu'elle eut fondée à la demande du fonds de secours polonais (Polish Relief Fund).
Elle s'installa plus tard à Torquay ou elle devint la conservatrice des collections de la famille Krajewski, installée là depuis 1863. Elles devaient être remises à la Pologne après le recouvrement de son indépendance (ce qui eut effectivement lieu). Elle y enseignait également la musique et l'éducation physique, en organisant et en dirigeant une troupe de guides et de louveteaux.

### Retour en Pologne
En novembre 1921, Olga et Lutyk retournèrent en Pologne. À l'École d'Économie Domestique de Zakopane, elle enseignait l'anglais et la gymnastique, et pour les femmes silésiennes, elle donnait des cours spéciaux de langue polonaise, de littérature, d'histoire et de géographie. En 1922, elle lança une école de formation de trois mois pour les cheftaines du ZHP à Kuźnice. En 1924, elle fut commandante du Jamboree des guides à Świder, près de Varsovie, puis dirigea la délégation polonaise à la 3e Conférence mondiale des guides à Foxlease, en Angleterre. En 1925, elle fonda l'école de formation des chefs et de travail scout à Sromowce Wyżne, qu'elle géra et développa jusqu'en 1939. Après cette école, nommée Maison du Vent de Cèdre (Cisowy Dworek), on y construisit le centre scout Nid d'Aigle (Orle Gniazdo) en 1927, ainsi que la Maison du Peuple du village (incendiée en 1945), un camp scout Watra (1929) et le refuge L'Ermitage (Pustelnia) (1930). À l'été 1931, Olga Małkowska dirigea à Sromowce le premier camp scout féminin organisé par l'institut de l'éducation physique de l'Université Jagellonne.
L'école de travail scout a été reconnue comme un centre de nouveau type, rayonnant l'idée du scoutisme sur la société. En 1927, les autorités du ZHP lui décernèrent le titre de chef scout de la République de Pologne.
En 1932, elle dirigea la 7e Conférence mondiale des éclaireuses au Centre scout de Bucz à Górki Wielkie ; les participantes élurent à l'unanimité Małkowska au Comité mondial des éclaireuses. Lors de la conférence suivante à Adelboden, en Suisse, en 1934, elles lui confièrent la visite des éclaireuses en Tchécoslovaquie, en Autriche et en Roumanie. Elle a également été élue déléguée scoute au Comité pour la protection des enfants et des jeunes auprès de la Société des Nations.

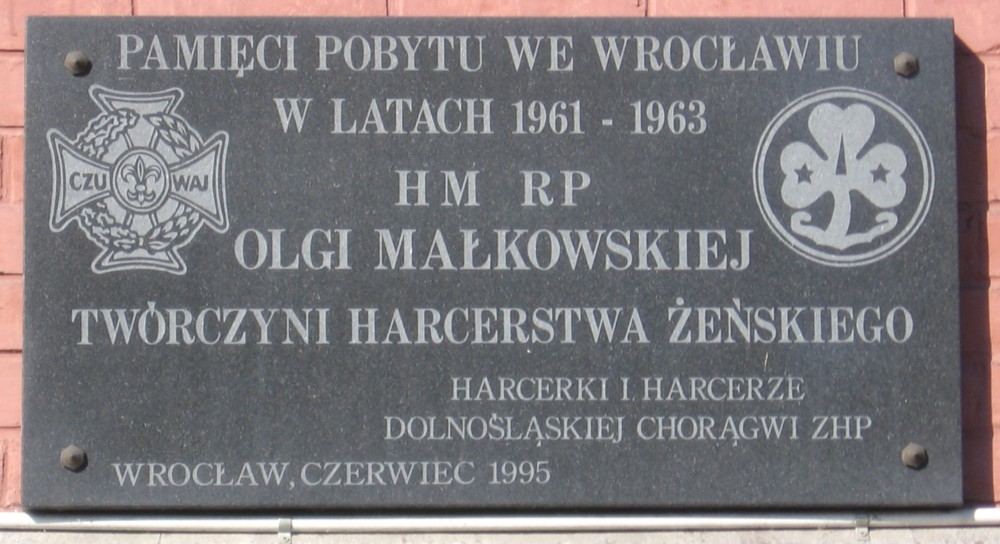
Une plaque commémorative sur le mur du bâtiment où se trouve le siège de La Région scoute de Basse-Silésie de l'Association des Scouts Polonais (ZHP)

### La Seconde Guerre mondiale
Après la défaite de septembre 1939, cédant à l'insistance de son fils et, craignant la Gestapo, Olga quitta le pays. Elle réussit à rejoindre la Grande-Bretagne. Là-bas, à Dartmouth, elle fonda une Maison des Enfants Polonais, qui fut transférée à la suite des bombardements de la Luftwaffe en Écosse, dans le domaine de Castlemains, près de Douglas dans le Lanarkshire. Outre une école polonaise, un collège et de l'organisation scoute, un établissement fut également créé pour les soldats, qui pouvaient désormais passer leurs congés en compagnie d'enfants polonais, dans une atmosphère polonaise.
En 1942, Olga Małkowska fut nommée aux autorités l’Association des Scouts Polonais (ZHP). Elle est devenue présidente du Comité suprême du ZHP en temps de guerre. Elle participa également aux travaux tournés vers l’avenir, en organisant le GIS (Guides International Service) – un service scout international apportant une aide humanitaire aux enfants dans les territoires libérés de l’occupation nazie. Par l’intermédiaire de Caritas GIS, elle a livré de la nourriture aux enfants de Varsovie détruite.

### Après la guerre
De 1948 à 1960, Olga Małkowska dirigea un autre orphelinat, le Polish Children's Home, à Hawson Court, dans un domaine près de Buckfastleigh dans le comté du Devon. En 1959, elle organisa un voyage d'enfants vers la Pologne. Elle-même rentra en Pologne en 1961 (son fils Lutyk Małkowski resta en Grande-Bretagne, où il eut fondé une famille.) Olga s'installa d'abord à Wrocław, puis en 1964 définitivement à Zakopane, dans une petite maison en bois. En 1966, le Conseil d'État lui a accordé une pension pour services rendus à la nation.
Olga Małkowska est décédée le 15 janvier 1979. Il repose au Nouveau Cimetière de Zakopane, rue Nowotarska (section K6-1-2). Un monument en granit s'élève au-dessus de la tombe, dédié aux fondateurs des scouts polonais, réalisé par le sculpteur de Zakopane Henryk Burzec.

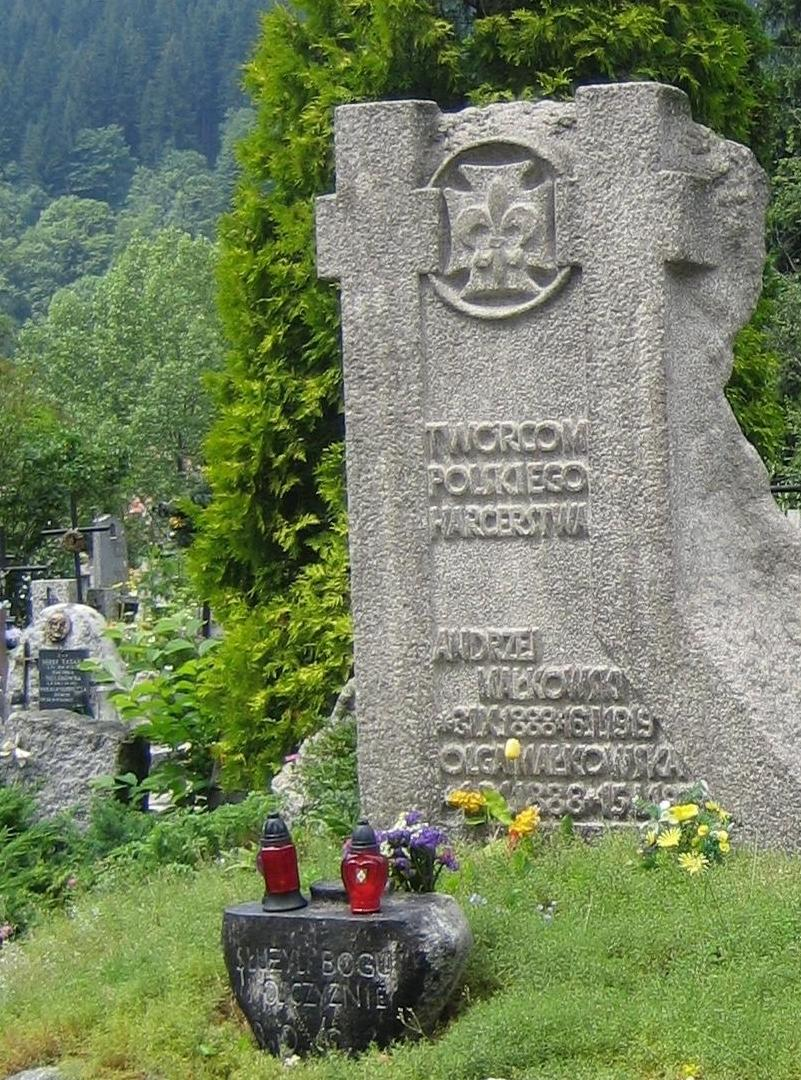
Monument d'Andrzej Małkowski et Olga Małkowska au Nouveau cimetière de Zakopane œuvre du sculpteur Henryk Burzec

## Décorations
- Ordre de l'Aigle blanc (11 novembre 2018 ; à titre posthume)[5]
- Croix de l'Indépendance
- Croix d'officier de l'Ordre Polonia Restituta
- Croix de chevalier de l'Ordre Polonia Restituta (10 novembre 1928)
- Croix d'argent du Mérite (6 décembre 1926)
- Médaille du dixième anniversaire de l'Indépendance retrouvée (1928)
- Croix scoute d'honneur des Temps de Lutte pour l'Indépendance (1938)
- Insigne de la Gratitude du ZHP (1921)
- Insigne commémoratif des anciens scouts de Petite-Pologne (1937)[6]
- Insigne du 50e anniversaire de ZHP en dehors de la Pologne (1961)
- Insigne honorifique Ami de l'Enfant (1966)
- Croix de bronze du Mérite scoute anglaise (1939)une
- Insigne de reconnaissance de l'Organisation mondiale des guides et des éclaireuses

## Hommage
Par une résolution du 7 février 2008, le Sénat de la République de Pologne a décidé de proclamer 2008 Année d'Andrzej et Olga Małkowski. A cette occasion, la Poste polonaise a émis, entre autres une carte postale commémorative.
L'image d'Olga Małkowska avec son mari figure au revers d'une pièce de collection en argent d'une valeur nominale de 10 złotys émise par la Banque nationale de Pologne en 2010, à l'occasion du centenaire du scoutisme polonais.